# Ткач, Михаил Сергеевич
Михаил Сергеевич Ткач (укр. Михайло Сергійович Ткач; род. 16 октября 1988, Днепропетровск) — украинский журналист, руководитель отдела расследований издания «Украинская правда».

## Биография
Родился в 1988 году в Днепропетровске. Начал трудовую деятельность в 14 лет в сфере строительства. После окончания школы занимался продажей косметики и расклеиванием афиш.
Окончил Днепровский национальный университет имени Олеся Гончара по специальности «журналист». Во время учёбы играл в КВН, работал на днепропетровском «9 телеканале».
Работал в программе «Деньги» на телеканале «1+1», где его непосредственным руководителем был Александр Дубинский. В 2012 году стал победителем конкурса журналистских расследований среди молодых журналистов, который был организован «Украинской правдой» и Посольством США на Украине. Ткач получил награду за материал «7 смертных грехов владыки Павла», который рассказывал о роскоши священнослужителей Киево-Печерской лавры. В качестве приза за победу в конкурсе получил возможность посетить Вашингтон.
1 сентября 2015 года перешёл в совместный проект «Радио Свобода» и «UA: Первый» «Схемы: коррупция в деталях». Получил известность за расследования деятельности первых лиц Украины. В 2019 году Президент Украины Владимир Зеленский назвал наглостью методы работы Михаила Ткача, который для сбора информации сопровождает президентский кортеж на авто.
8 августа 2019 года журналист заявил, что обнаружил прослушку в собственной квартире. Данная информация стала поводом для изучения Платформой Совета Европы по защите журналистики и безопасности журналистов. В сентябре 2020 года отказался войти в Совет по вопросам свободы слова при Офисе президента Украины. В мае 2020 года сообщил о слежке за ним со стороны охраны президента Зеленского.
С августа 2021 года — журналист издания «Украинская правда», где возглавляет отдел журналистских расследований.

## Награды
- Телетриумф в номинации «Репортёр» (2016)[15]
- Награда «Человек нового времени» журнала «Новое время» в номинации «За громкие расследования, очищающие Украину от коррупции» (2017)[16]
- Премия «Украинской правды» в номинации «Журналист года» (2020)[17]
- Орден «За заслуги» III степени (2022)[18]